# Bartolomeo Vanzetti
Pour les articles homonymes, voir Vanzetti (homonymie).
Bartolomeo Vanzetti (né le 11 juin 1888 à Villafalletto, dans la province de Coni, au Piémont (Italie) et mort le 23 août 1927 à Charlestown, Massachusetts, États-Unis) est un militant anarchiste italo-américain, accusé d'homicide dans les années 1920 aux États-Unis.

## Biographie

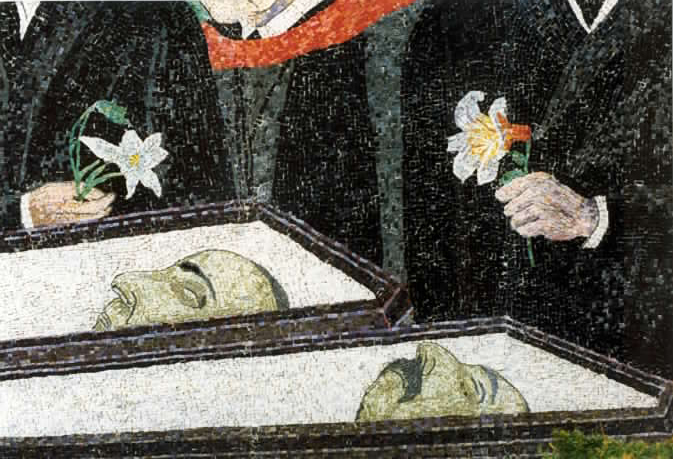
Détail d'une mosaïque de Ben Shahn à l'université de Syracuse.

Né dans une modeste famille du Piémont, dans le Nord de l'Italie, Bartolomeo Vanzetti est placé en apprentissage chez un pâtissier à l'âge de treize ans. Ouvrier pâtissier à Coni, Cavour et Cuorgnè, il devient finalement confiseur à Turin. Exploité, vivant dans des conditions misérables, il tombe malade. Traumatisé par le décès de sa mère, il décide de partir du Havre le 19 juin 1908 à bord du paquebot La Provence à destination de l'Amérique, où il arrive à Ellis Island. À New York, il partage la misère des immigrants, exerce différents petits boulots et devient anarchiste vers 1913. Il s'installe ensuite à Plymouth dans le Massachusetts et travaille à la « Cordage Company » où il participe, avec l'anarchiste Luigi Galleani, à une grève d'un mois, début 1916. Désigné comme meneur, il est placé sur les listes noires du patronat. Il se fait alors marchand de poissons ambulant.
Le 5 mai 1917, il obtient la citoyenneté américaine, mais les États-Unis étant entrés en guerre aux côtés des Alliés au moment du premier conflit mondial, l'obligation de s'inscrire en vue de la future mobilisation est votée le même mois. Pour y échapper, il décide avec une trentaine d'anarchistes de se réfugier au Mexique ; il y fait la connaissance de Nicola Sacco. Mais après quelques mois, il retourne à Plymouth, alors que la répression s'intensifie contre les réfractaires et les anarchistes (Palmer Raids).
Le 5 mai 1920, il est arrêté avec Nicola Sacco ; c'est le début de l'« affaire Sacco et Vanzetti ». Sacco et Vanzetti sont soupçonnés d'avoir commis deux braquages dans le Massachusetts : le premier à Bridgewater le 24 décembre 1919 et le second à South Braintree le 15 avril 1920 durant lequel deux convoyeurs de fonds, Frederic Parmenter et Alessandro Berardelli, sont tués et les 15 000 $ correspondant à la paye des ouvriers d'une fabrique de chaussures sont volés.
Le 16 août 1920, Vanzetti seul est condamné pour le premier braquage de douze à quinze ans de prison, à la prison d'État de Charlestown dans la banlieue de Boston.
À la suite du second procès jugeant le deuxième braquage meurtrier, il est condamné à mort et exécuté le 23 août 1927 sur la chaise électrique en compagnie de Sacco, toujours à la prison d'État de Charlestown, par le célèbre bourreau Robert G. Elliott, électricien de l'État de New York.

Bartolomeo Vanzetti prononce ces mots restés célèbres, au juge Thayer : 
« Si cette chose n'était pas arrivée, j'aurais passé toute ma vie à parler au coin des rues à des hommes méprisants. J'aurais pu mourir inconnu, ignoré : un raté. Ceci est notre carrière et notre triomphe. Jamais, dans toute notre vie, nous n'aurions pu espérer faire pour la tolérance, pour la justice, pour la compréhension mutuelle des hommes, ce que nous faisons aujourd’hui par hasard. Nos paroles, nos vies, nos souffrances ne sont rien. Mais qu’on nous prenne nos vies, vies d'un bon cordonnier et d'un pauvre vendeur de poissons, c'est cela qui est tout ! Ce dernier moment est le nôtre. Cette agonie est notre triomphe. »
.
« If it had not been for these things, I might have lived out my life talking at street corners to scorning men. I might have died, unmarked, unknown, a failure. Now we are not a failure. This is our career and our triumph. Never in our full life could we hope to do such work for tolerance, for justice, for man's understanding of man as now we do by accident. Our words — our lives — our pains — nothing! The taking of our lives — lives of a good shoemaker and a poor fish-peddler — all! That last moment belongs to us — that agony is our triumph »
.
Ces paroles sont reprises dans la chanson Here's to You écrite et interprétée par Joan Baez sur une musique composée par Ennio Morricone.

## Réhabilitation
Le 23 août 1977, exactement 50 ans jour pour jour après leur exécution, le gouverneur du Massachusetts Michael Dukakis absout Sacco et Vanzetti, les réhabilite officiellement et déclare que « tous les déshonneurs devaient être enlevés de leurs noms pour toujours ».